# 罗伊·福勒
罗伊·福勒（英語：Roy Fowler，1920年3月22日—2002年9月19日），澳大利亚男子射箭、草地滚球、游泳运动员。他曾代表澳大利亚参加1964年、1968年、1972年、1976年、1984年和1988年夏季残疾人奥林匹克运动会，获得六枚金牌、三枚银牌和一枚铜牌。